# 明潭發電廠濁水機組
明潭發電廠濁水機組，為一座位於臺灣雲林縣林內鄉烏塗村的小型水力發電廠。該發電廠舊稱濁水發電廠，臺灣電力公司將該廠納入明潭發電廠旗下管理後，將發電廠全名改名為臺灣電力公司明潭發電廠濁水機組。民間對於該發電廠又有烏塗電廠或林內電廠的稱呼。廠區坐落在濁水溪中游南岸溪畔，最早是在臺灣日治時期，為了提供嘉南大圳工程所需電力而興建之發電廠，於1923年完工啟用。濁水機組也是雲林、嘉義地區唯一的水力發電廠，更是全臺灣少數幾座位處平原田野間的發電廠。

## 沿革

### 日治時期
日本政府為興建烏山頭水庫與嘉南大圳工程，需要工程所需的電力，1921年（大正10年）開始興建「濁水水力發電所」，1923年（大正12年）2月完工啟用。嘉南大圳完工後即不需此發電所，而臺灣電力株式會社卻亟需發電所，因此由嘉南大圳組合讓渡予台電會社。
1929年（昭和4年）4月30日以代金60萬圓轉讓，因此濁水發電所雖為暫設機組，但水庫工程完工後仍繼續運轉。

### 戰後時期
1945年（民國34年）濁水發電廠由國民政府接收後改隸為臺灣電力公司管理，一度以供應斗六糖廠用電為主。
1999年3月，臺電公司為了精簡人力與業務，將濁水發電廠與鉅工發電廠及北山發電廠等三座水力發電廠合併，改隸於台灣電力公司明潭發電廠，更名為「明潭發電廠濁水機組」。1999年九二一大地震後，濁水機組廠房外牆曾出現裂縫，水車室直井亦有多處裂縫。2004年2月4日經雲林縣政府列為雲林縣定古蹟，2005年12月15日原濁水機組除役並停機作靜態展示。
而為了維持其發電廠之發電能力，因此台灣電力公司配合集集共同引水計畫完工後，集集攔河堰南幹渠所引流進的豐沛水源，加上利用既有的前池，於舊廠房左側另興建新發電廠房一座，並安裝一部裝置容量達3.6MW的豎軸卡布蘭式水輪發電機組，新廠房也按照舊廠房菸樓的特色設計，該項更新工程於2011年3月完工後開始商轉發電。

## 設施

### 舊機組
濁水發電廠舊廠房利用約15公尺之水頭落差，形成川流式水力發電，舊機組之水源來自於濁水溪與清水溪，取水設施屬於雲林農田水利會，水源經由第一、第二取水口取入後合流於濁幹線，其部分水流即供給濁水發電廠。廠房建築形式為巴洛克式無樑柱無鋼筋之磚牆結構體，整座發電廠所有的構造物及機組，幾乎都是日治時代興建後使用至今均無做任何改建，包括取水口、沉砂池、取水道、前池、閘門、發電廠房、尾水路、發電機等。目前廠房內尚留有一部購自富士電機製造株式會社的直流式輔助充電機，可為台灣電力發展史留下一段見證。濁水發電廠原機組係購自日本京都奧村電機商會製造的三部法蘭西斯式雙動輪單吸出管水輪發電機組（Francis turbine），每部容量為500KW，總裝置容量為1,500KW，年平均發電量在9百萬度以上。三部發電機發電後尾水，於重興橋下游匯入濁幹線，可提供下游五萬公頃農田灌溉之用。

### 新機組
1993年經濟部水資源局在濁水溪主流興建集集攔河堰，又稱為「集集共同引水工程」，統籌支配濁水溪中下游的水力資源，2001年1月集集共同引水工程完工後，集集攔河堰南渠道工程由竹山鎮社寮地區沿濁水溪岸經清水溪後至林內分水工，其南幹渠道輸水至八卦池，濁水發電廠即改由此取水，提供三部橫軸法蘭西斯式水輪發電機進行川流式發電，發電尾水再由電廠後方的尾水路放流禍成為平原上的灌溉水。由於原機組老舊且效率偏低，並配合政府集集共同引水計畫及六輕工業用水分水工程之興建，南幹渠水源豐富、水質較佳，有利於水輪機組維修保養，適時汰換老舊機組，以提高機組發電效益，台電公司計畫在舊廠房左邊再建一座新廠房，於2003年7月奉准實施。濁水機組更新後為一部印度KBL公司（Kirloskar Brothers Limited）製造、日本笠原株式會社設計之橫軸卡布蘭式水輪機（Kaplan turbine），搭配匈牙利GANZ公司（Ganz Works）製造之發電機一部，裝置容量3,670瓩（3.67MW），年發電量為24.22百萬度，總發電量提高為原來的二到三倍以上，新機組由中興電工承包興建，於2011年3月商轉。

#### 運轉中
| 名稱   | 發電機型號         | 水輪機型號                  | 機組數量 | 發電方式 | 有效落差（公尺） | 單一機組用水量（CMS） | 容量（MW） | 位置               | 商轉日期  | 狀態   |
| ------ | ------------------ | --------------------------- | -------- | -------- | ---------------- | --------------------- | ---------- | ------------------ | --------- | ------ |
| 一號機 | 匈牙利GANZ製發電機 | 印度KBL製豎軸卡布蘭式水輪機 | 1        | 川流式   | 13.86            | 30CMS                 | 3.67MW     | 雲林縣林內鄉烏塗村 | 2007年3月 | 商轉中 |

#### 已汰除
| 名稱   | 發電機型號               | 水輪機型號                                     | 機組數量 | 發電方式 | 有效落差（公尺） | 單一機組用水量（CMS） | 容量（MW） | 位置               | 興建年代 | 狀態     |
| ------ | ------------------------ | ---------------------------------------------- | -------- | -------- | ---------------- | --------------------- | ---------- | ------------------ | -------- | -------- |
| 一號機 | 日本奧村電機製三相發電機 | 日本奧村電機製開放型雙動輪橫軸法蘭西斯式水輪機 | 1        | 川流式   | 15.62            | 3.67CMS               | 0.5MW      | 雲林縣林內鄉烏塗村 | 1921年   | 停機展示 |
| 二號機 | 日本奧村電機製三相發電機 | 日本奧村電機製開放型雙動輪橫軸法蘭西斯式水輪機 | 1        | 川流式   | 15.62            | 3.67CMS               | 0.5MW      | 雲林縣林內鄉烏塗村 | 1921年   | 停機展示 |
| 三號機 | 日本奧村電機製三相發電機 | 日本奧村電機製開放型雙動輪橫軸法蘭西斯式水輪機 | 1        | 川流式   | 15.62            | 3.67CMS               | 0.5MW      | 雲林縣林內鄉烏塗村 | 1921年   | 停機展示 |

## 圖集

### 新機組

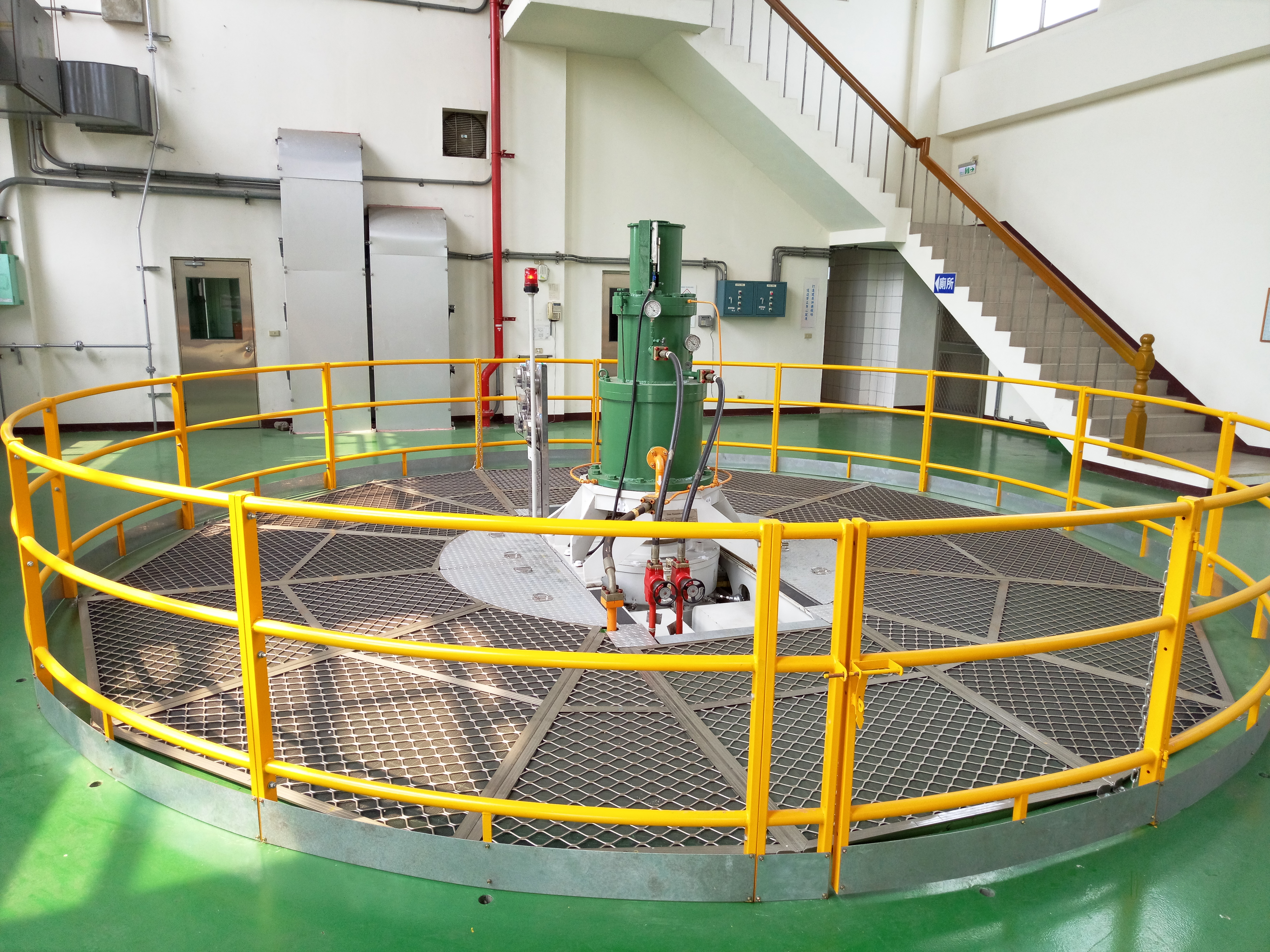
新廠房發電機組頂蓋
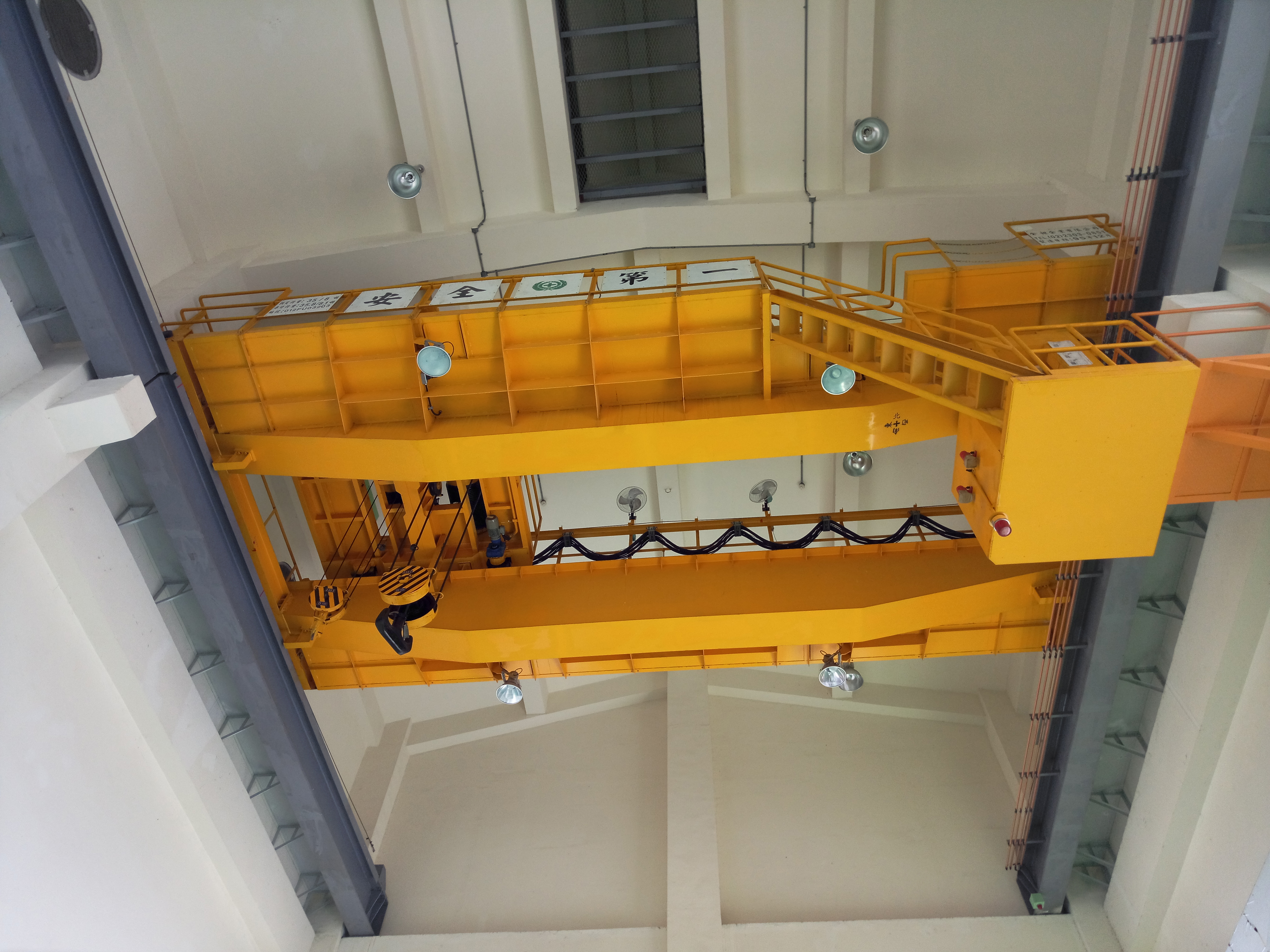
新廠房起重機，機組大修時可將發電機的轉子吊掛起以方便檢修
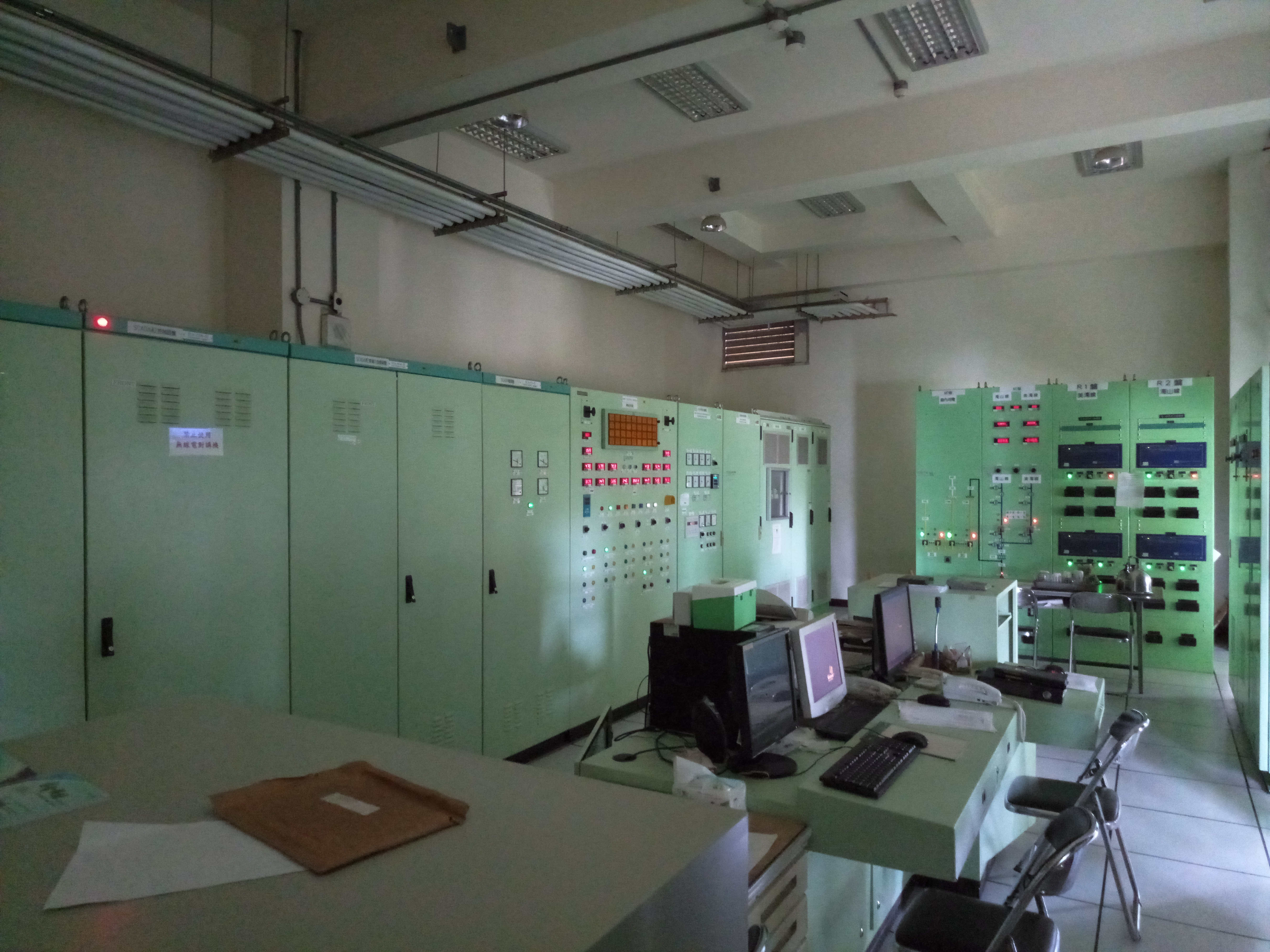
新廠房控制室，該控制室目前已由位於南投的明潭發電廠廠本部控制中心做遠端遙控，因此並無人駐守
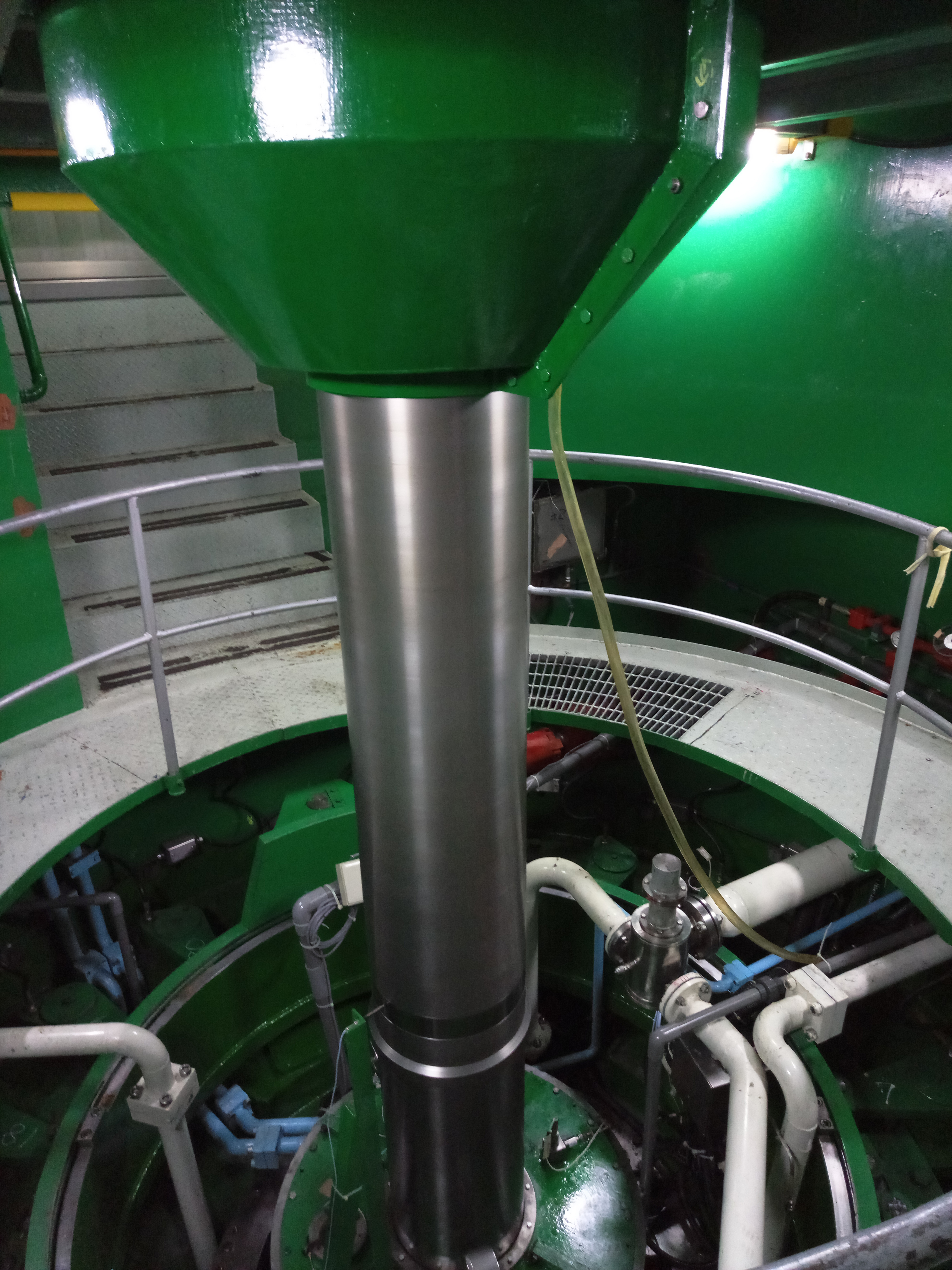
新廠房水車室，下方即為豎軸卡布蘭式水輪機，上方為發電機
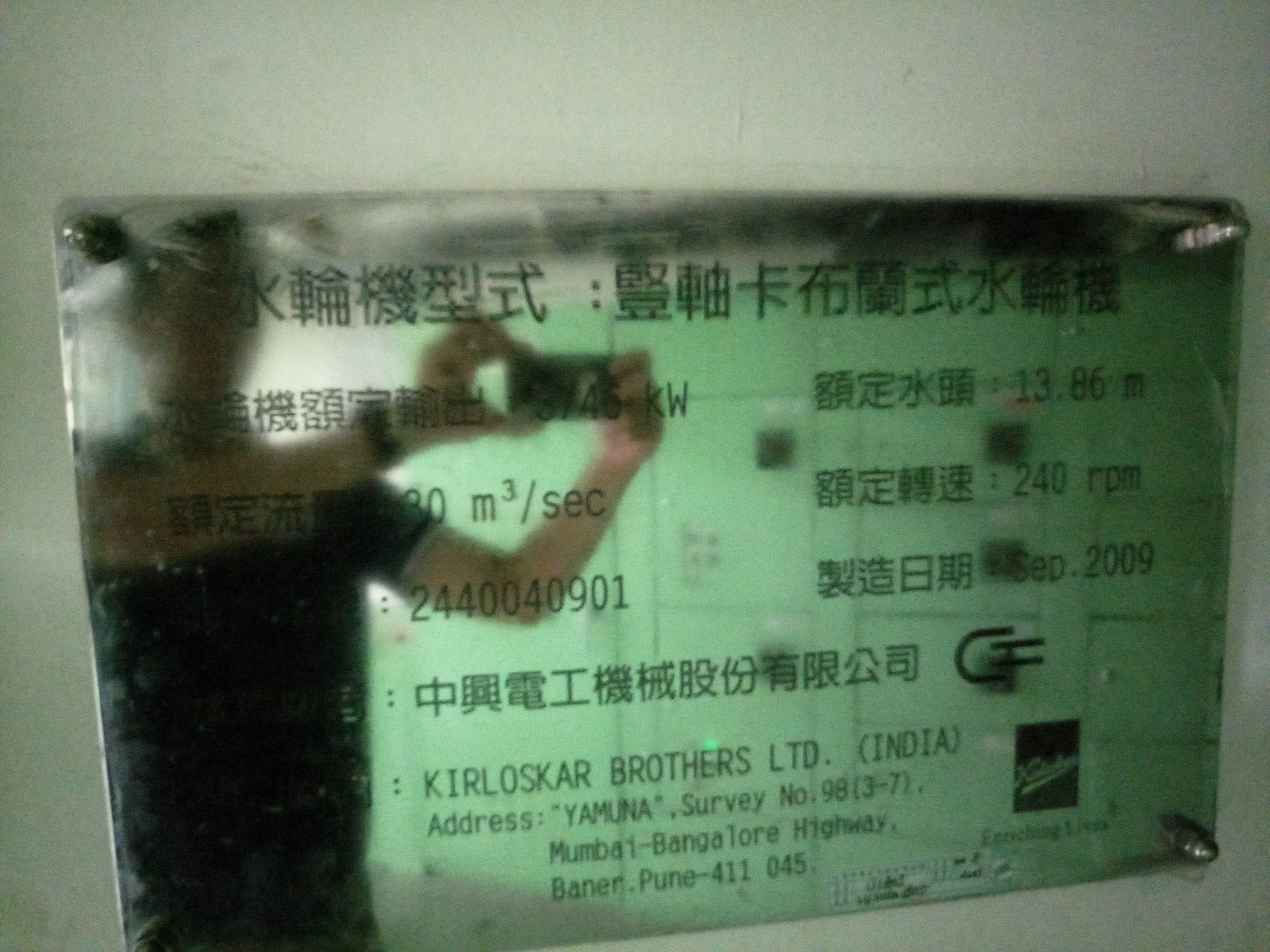
新廠房豎軸卡布蘭式水輪機的銘板
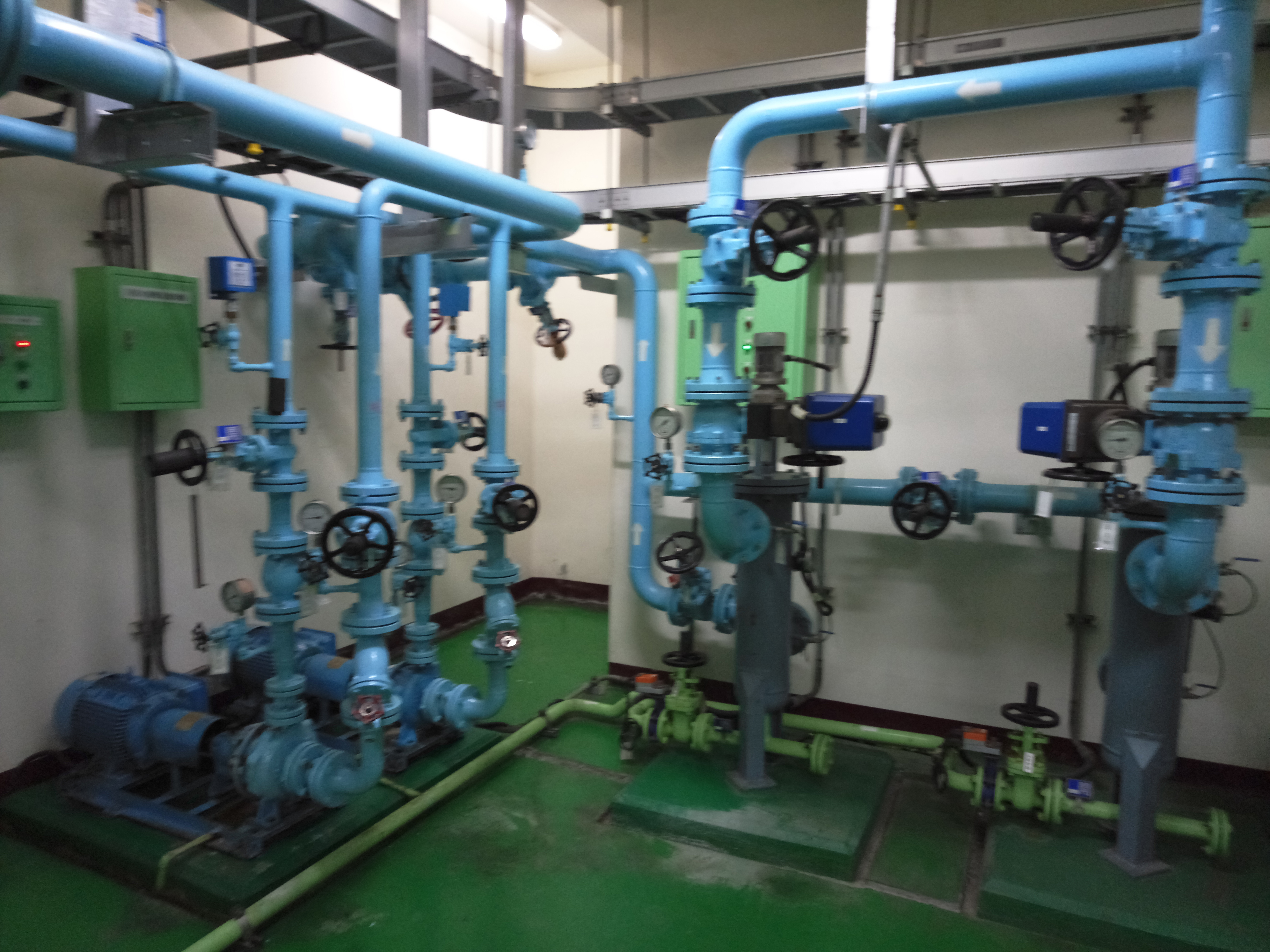
新廠房冷卻水系統，供發電機組的軸承冷卻之用
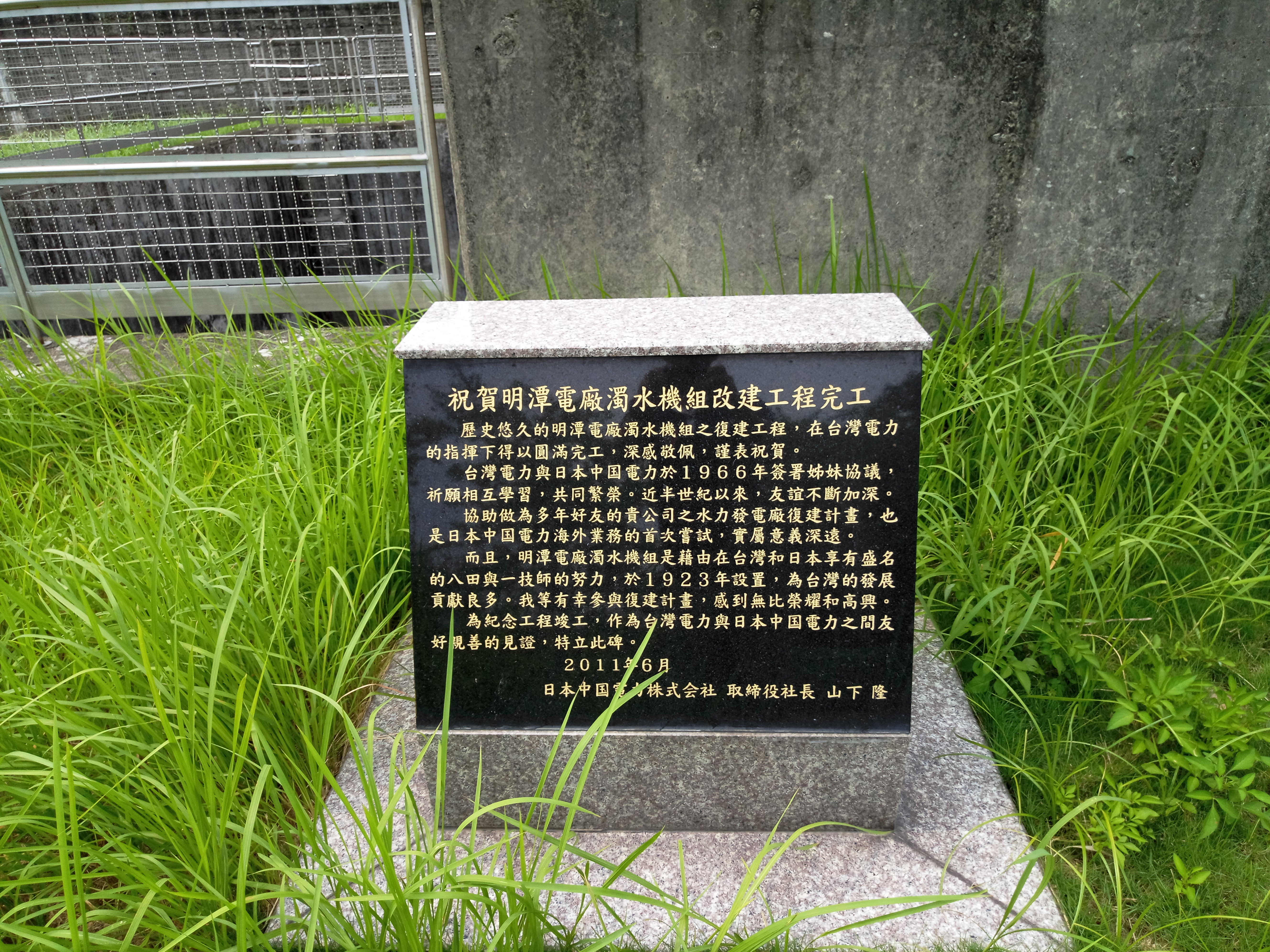
日本中國電力株式會社祝賀濁水新廠房完工時的紀念碑
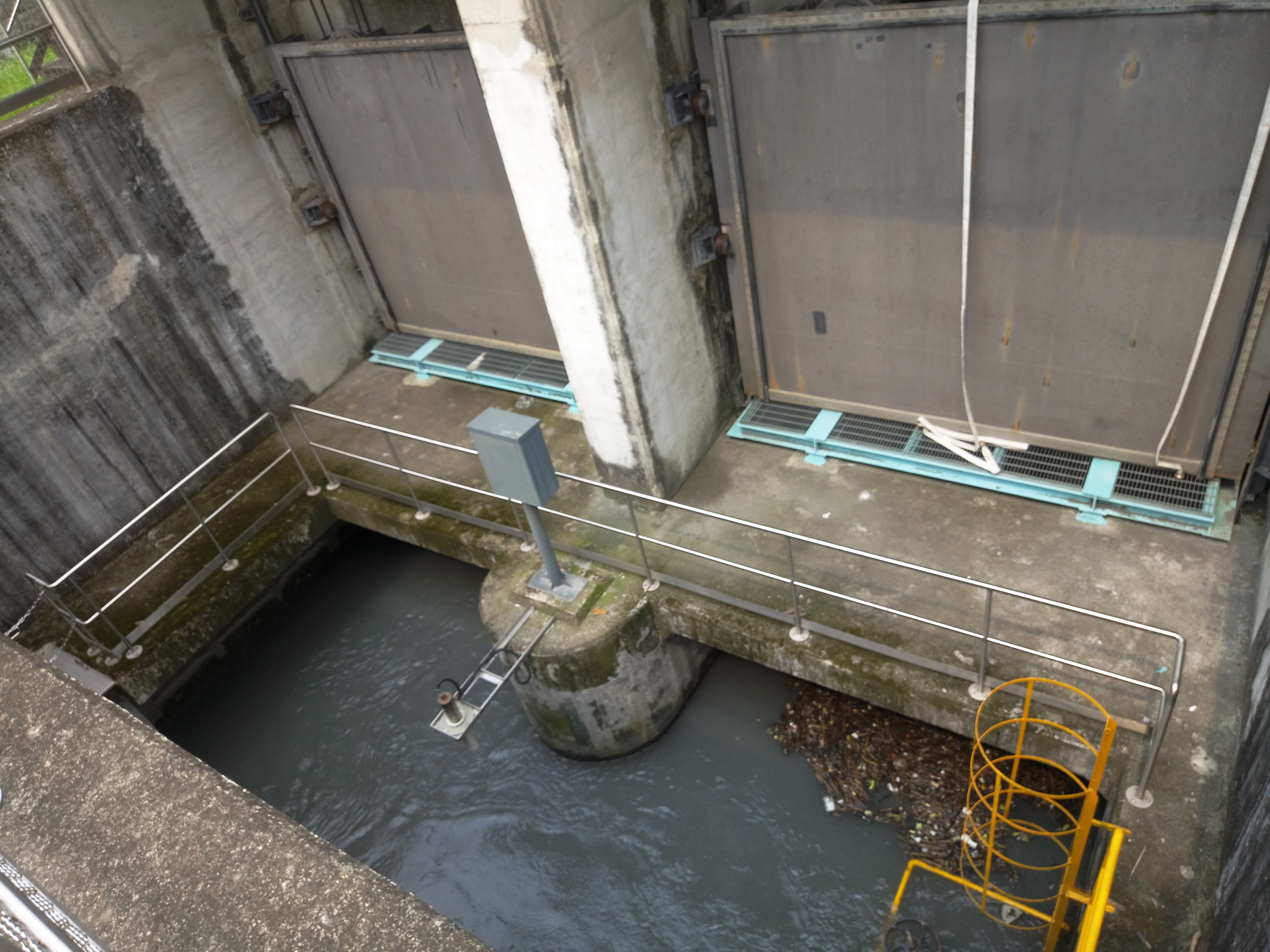
新廠房發電後尾水出口閘門，尾水排放回嘉南大圳濁幹線中供下游灌溉使用

### 舊機組

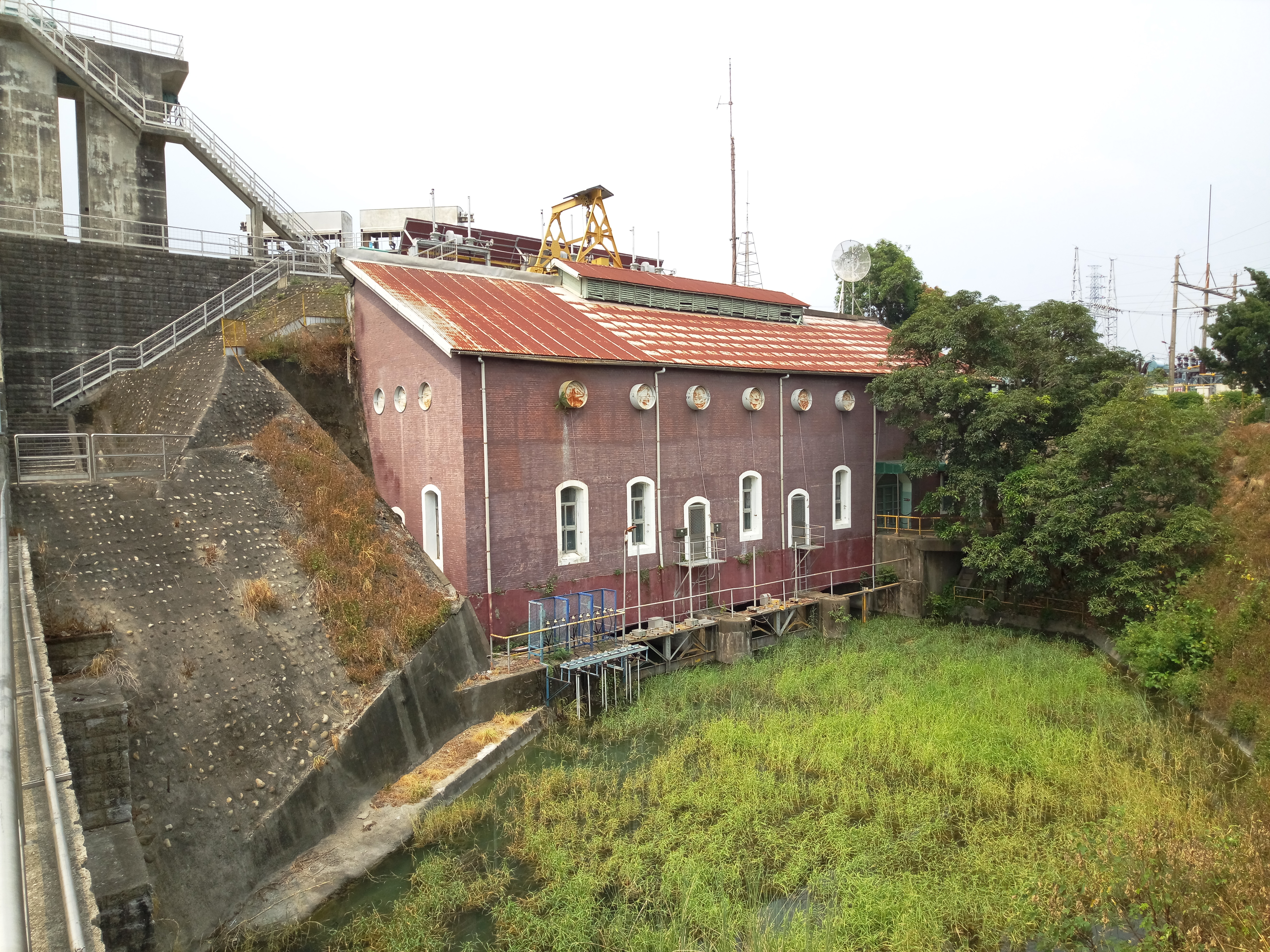
已停機的舊廠房近觀
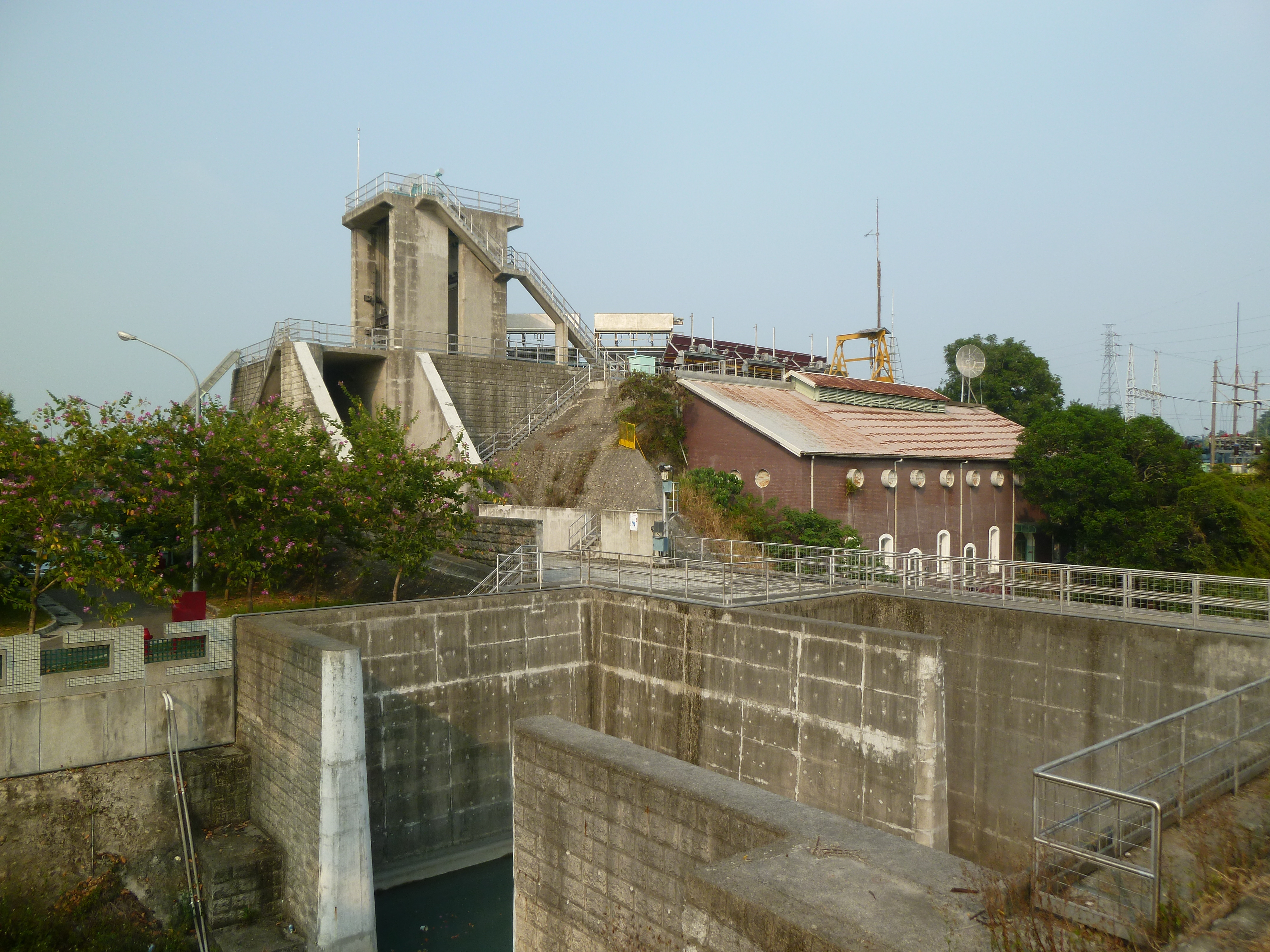
從濁水發電廠停車場遠觀舊機組前池與廠房
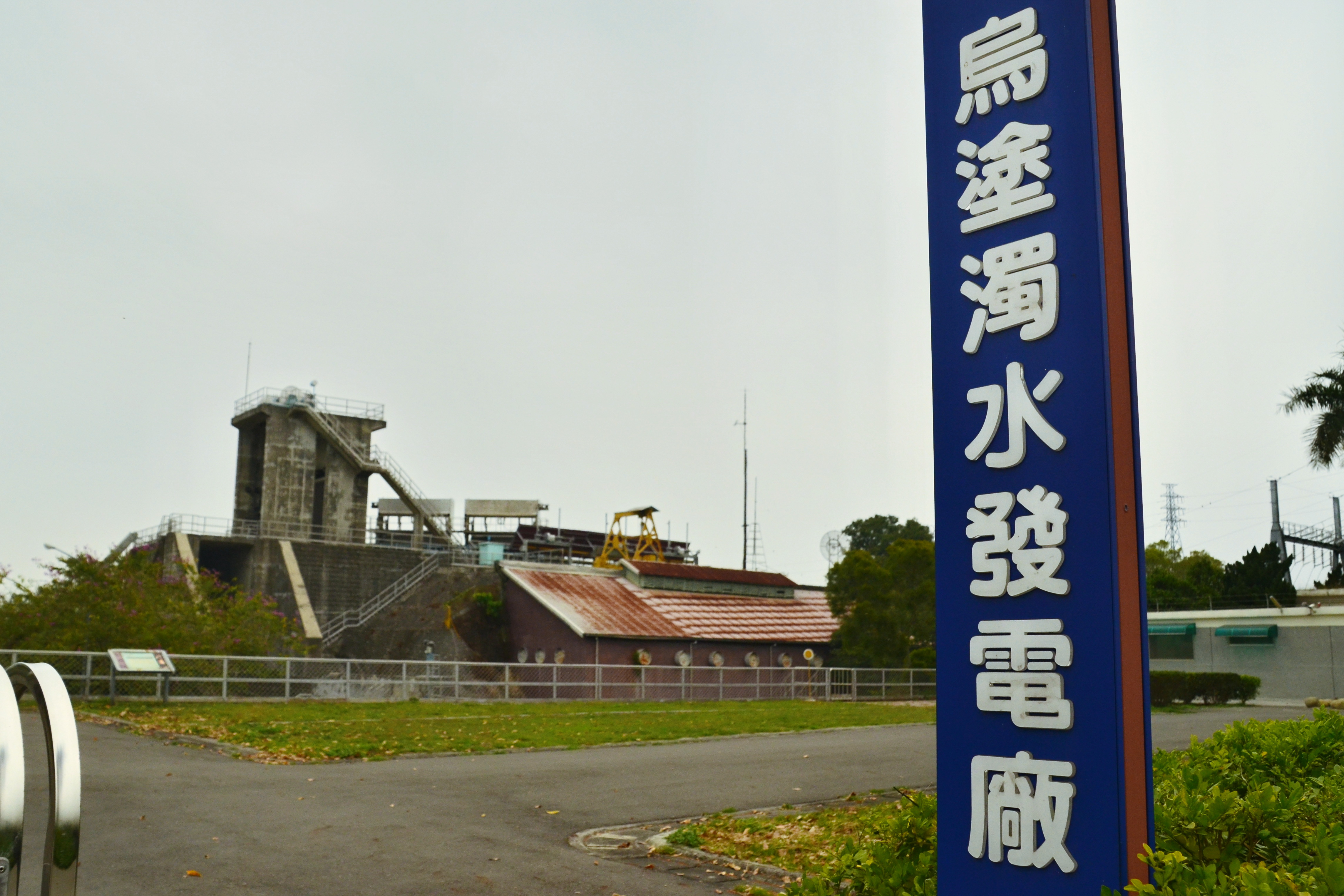
烏塗濁水發電廠
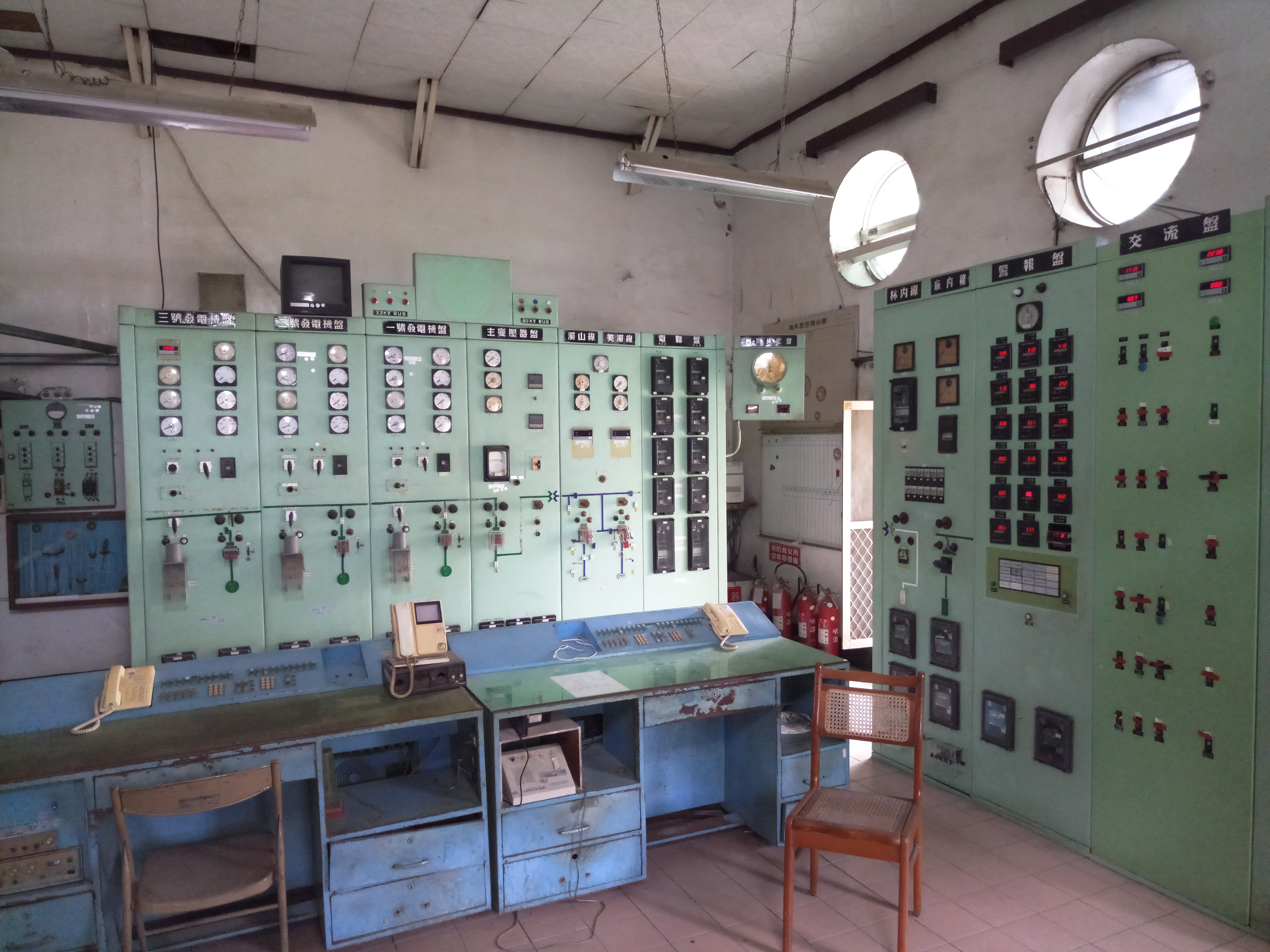
舊廠房控制室，該控制室因發電機組停用後，連帶也已停用閒置狀態
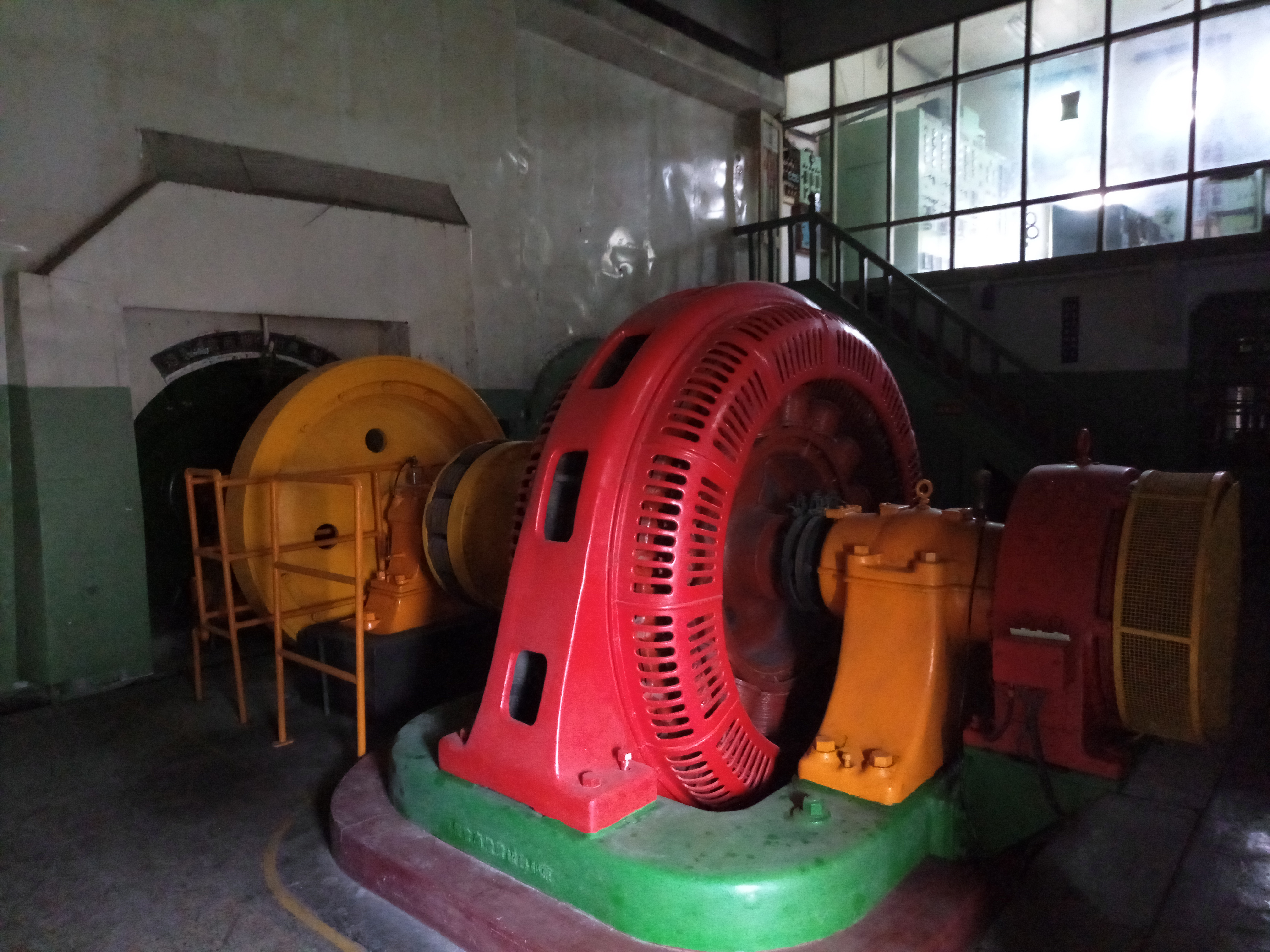
舊廠房1號發電機組，離控制室最近
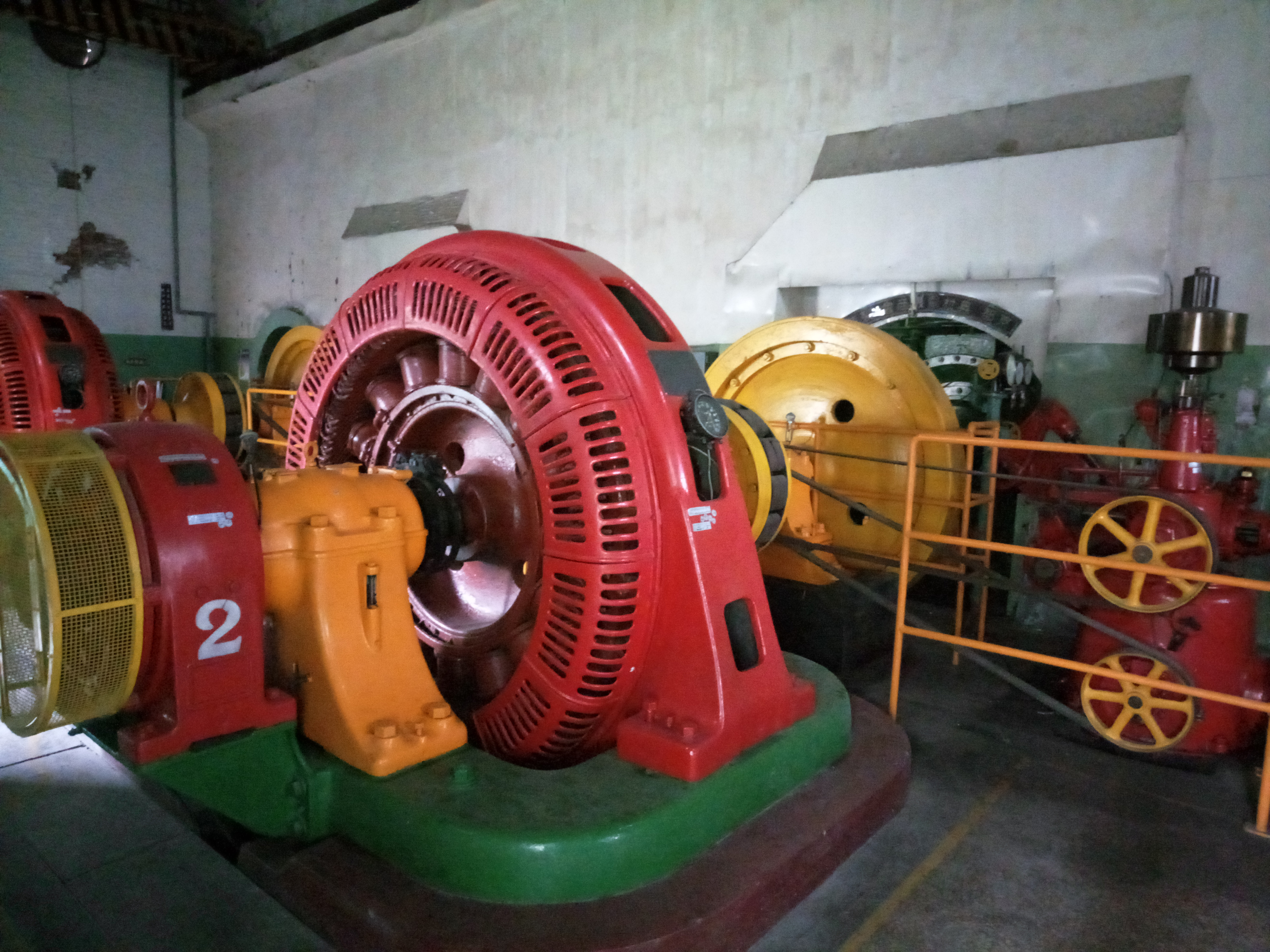
舊廠房2號發電機組
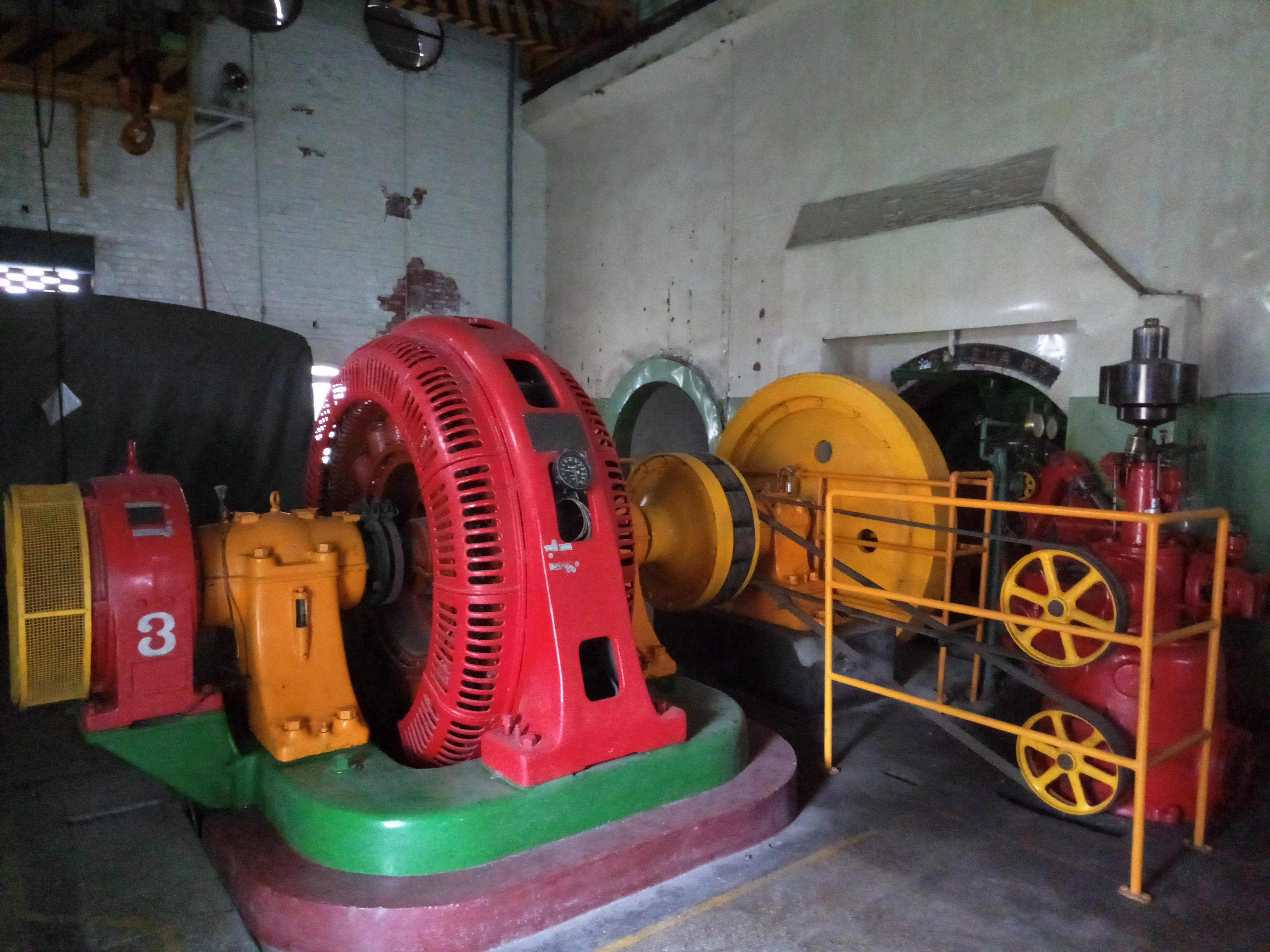
舊廠房3號發電機組，離控制室最遠
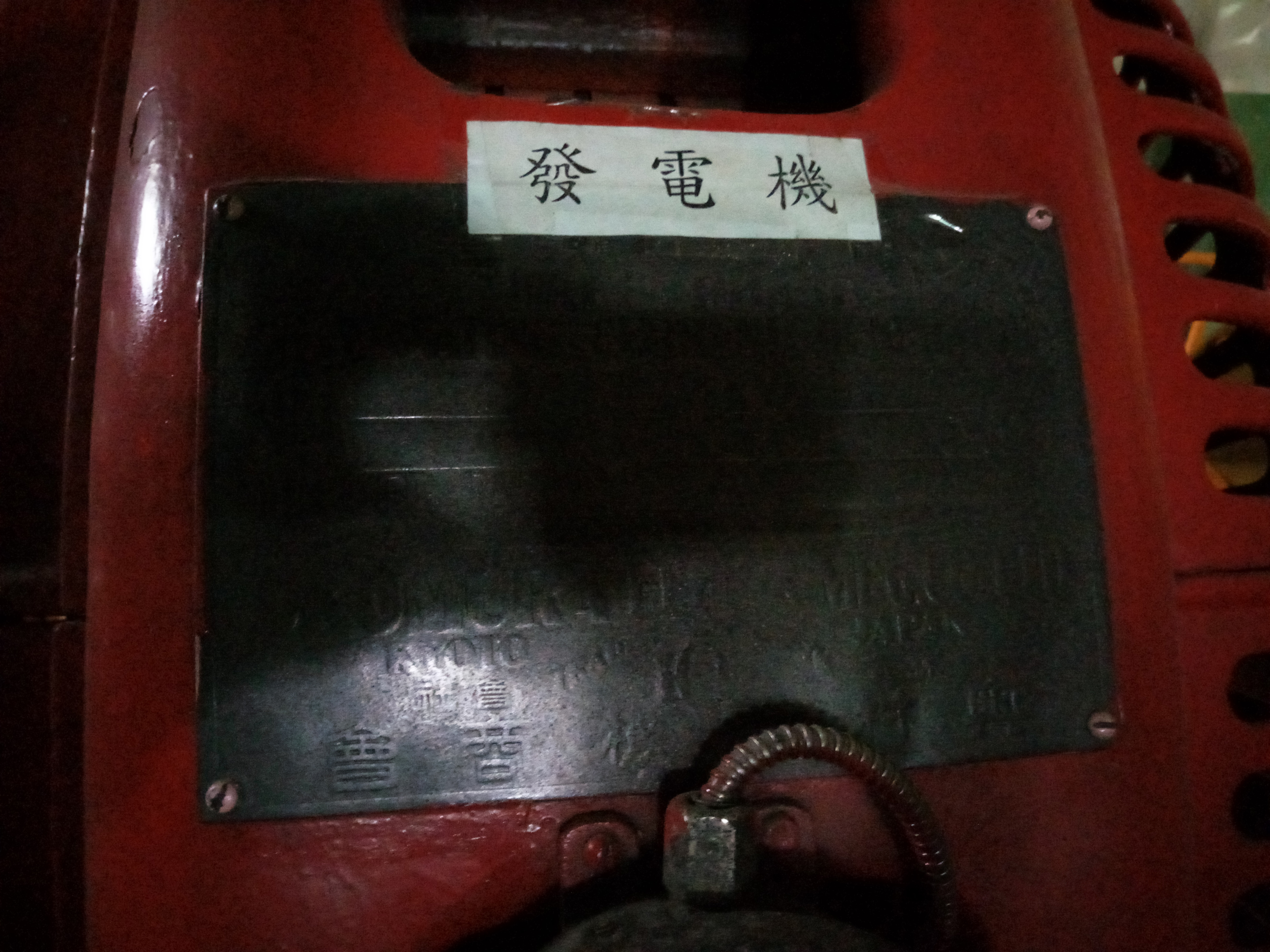
舊廠房1號發電機組銘板

## 資料來源
1. 1 2 3 4   (PDF). 台灣電力公司.   [2014-01-21]. （原始内容存档 (PDF)于2013-12-26） （中文（臺灣））.
2. 1 2  吳勝雄、莊芳華.  (PDF). 源雜誌.   [2014-01-21]. （原始内容存档 (PDF)于2016-04-21） （中文（臺灣））.
3. 1 2 3 4 5  . 文化部文化資產局. （原始内容存档于2019-06-09） （中文（臺灣））.
4. 1 2 3 4  . 雲林縣林內鄉公所.   [2013-06-19]. （原始内容存档于2013-12-26） （中文（臺灣））.
5. ↑  . 2010年1月15日  [2014-01-21]. （原始内容存档于2014年2月2日） （中文（臺灣））.
6. 1 2 3  林炳炎. . 臺北市: 自刊. 1997年: 頁75. ISBN 957-97197-7-2.
7. ↑  陳歆怡. . 台北市: 台灣電力公司. 2019年: 227. ISBN 9789860598827.
8. ↑  . 台灣電力公司.   [2016-08-09]. （原始内容存档于2017-01-12） （中文（臺灣））.
9. ↑  . 雲林農田水利會.   [2014-01-21]. （原始内容存档于2020-02-21） （中文（臺灣））.
10. 1 2 3  . 台灣電力公司.   [2014-01-21]. （原始内容存档于2014-02-21） （中文（臺灣））.
11. ↑  林炳炎. . 2007年10月11日  [2014-01-21]. （原始内容存档于2020-10-28） （中文（臺灣））.
12. ↑  . 中興電工.   [2014-01-21]. （原始内容存档于2014-02-01） （中文（臺灣））.

## 外部連結
- 明潭發電廠簡介 - 台灣電力公司 （页面存档备份，存于）（繁體中文）